# Nulltjärnarna (Undersåkers socken, Jämtland, 700808-135323)
Nulltjärnarna är en sjö i Åre kommun i Jämtland och ingår i Indalsälvens huvudavrinningsområde. Sjön har en area på 0,357 kvadratkilometer och ligger 593,1 meter över havet. Nulltjärnarna ligger i Vålådalen Natura 2000-område. Sjön avvattnas av vattendraget Nulltjärnbäcken.

## Delavrinningsområde
Nulltjärnarna ingår i det delavrinningsområde (700900-135395) som SMHI kallar för Utloppet av Nulltjärnarna. Medelhöjden är 662 meter över havet och ytan är 2,29 kvadratkilometer. Räknas de 4 avrinningsområdena uppströms in blir den ackumulerade arean 5,54 kvadratkilometer. Nulltjärnbäcken som avvattnar avrinningsområdet har biflödesordning 3, vilket innebär att vattnet flödar genom totalt 3 vattendrag innan det når havet efter 332 kilometer. Avrinningsområdet består mestadels av skog (77 procent). Avrinningsområdet har 0,36 kvadratkilometer vattenytor vilket ger det en sjöprocent på 15,5 procent.